# Toemaak
Toemaak is een mengsel van stalmest, huisvuil, zand en uit de sloot gehaalde modder die op het veen gestort werd om de kwaliteit van de grond te verbeteren. Dit gebeurde vooral in de buurt van de Utrechtse Heuvelrug en in de veengebieden achter de Hollandse duinen. In Nederland zijn zo grote gedeeltes van de veengebieden bemest. 
De laag toemaak is meestal het dikst op de kop van de kavels in de buurt van de boerderijen. Het gevolg van het bemesten met toemaak is verder dat sloten steeds breder worden door het uitbaggeren. Ze zijn het breedst vlak bij de boerderij waar ook de meeste toemaak op het land gestort werd.